# Hildur Stenbäck
Hildur Stenbäck, född 13 januari 1912 i Esse, död 18 januari 1998 i Mariehamn, var en finländsk konstnär. 
Stenbäck gick i unga år i konstskola, men kan i huvudsak betecknas som en självlärd målare. Målmedvetet arbetade hon sig fram till positionen som en av Ålands främsta konstnärer under 1900-talet. Hon hade sin debututställning 1958 och kom under årens lopp att delta i cirka 150 utställningar på olika håll i världen. Hennes främsta motiv var det åländska urberget, som hon betraktade med sådan närhet att motiven kunde te sig abstrakta. Ofta fylldes målningarna av ett starkt ljus, som om solen reflekterades i bergets mättade färger. Hon var i olika perioder ordförande och sekreterare i Ålands konstförening, som hon var med om att grunda 1953.